# Santa María de Jesús
Santa María de Jesús ist eine Gemeinde im Departamento Sacatepéquez  in Guatemala. In dem 34 km² großen Gemeindegebiet leben etwa 18.000 Menschen, davon ein Großteil in Santa María und ein kleinerer Teil in der Ortschaft Cruz San Antonio.

## Lage
Der Cakchiquel-Ort liegt 10 km südsüdöstlich der Departaments-Hauptstadt Antigua Guatemala und 55 km südwestlich von Guatemala-Stadt am Fuß des Volcán de Agua auf etwa 2070 m Höhe. Man erreicht Santa María von Antigua aus über eine gut ausgebaute, kurvige, steil ansteigende Straße, die unter anderem am Anwesen des ersten Bischofs von Guatemala, Francisco Marroquín, vorbeiführt (San Juan del Obispo). Eine 24 km lange Straße verbindet Santa María mit Palín an der Autobahn CA 9.

## Wirtschaft
Santa María de Jesús lebt vorwiegend von der Landwirtschaft und vom Tourismus. Zahlreiche Bergsteiger wandern von hier aus auf den 3766 m hohen Vulkan Agua. Es gibt einfache Übernachtungsmöglichkeiten.

## Geschichte
Santa María de Jesús wurde 1540 erstmals erwähnt und trug seinerzeit den Namen El Aserradero („das Sägewerk“), weil von hier aus Holz aus den umliegenden Wäldern nach Antigua gebracht wurde. Eine erste Siedlung mit dem Namen Pueblo chiquito („kleines Dorf“) wurde 1816 verschüttet und an den Ort El Aserradero verlegt, der später den Namen der Patronin Santa María de Jesús erhielt.